# Rue Sellénick
La rue Sellénick (Beim Sängerhaus en allemand prononcé Bim Sängerhüss en dialecte alsacien) est une rue de Strasbourg. 

## Situation et accès
La rue commence à l'avenue des Vosges, puis croise à gauche la rue de Phalsbourg et le rue Specklin, puis de part en part la rue du Général Rapp et la rue Schwendi avant sa jonction avec la rue de Bitche.

## Origine du nom
La rue est nommée ainsi en l'honneur du musicien français Adolphe Sellenick (1826-1893) qui a grandi à Strasbourg. 

## Historique
Pendant le Seconde Guerre mondiale, la Gestapo y avait son siège. C'est là notamment que fut torturé à mort le résistant Georges Wodli.

## Bâtiments remarquables et lieux de mémoire
- no 5 : Palais des Fêtes de Strasbourg
- école ORT
- Restaurant universitaire Laure Weill.
- La rue compte plusieurs maisons art nouveau.